# رون هادلي
رون هادلي (بالإنجليزية: Ron Hadley)‏ هو لاعب كرة قدم أمريكية أمريكي، ولد في 9 نوفمبر 1963 في كالدويل في الولايات المتحدة.

## وصلات خارجية
- رون هادلي على موقع مرجع كرة القدم المحترفة.كوم (الإنجليزية)